# Bundesstraße 10
Bundesstraße 10 (krátce B10) je německá dálnice[zdroj⁠?!]. Vede z Eppelbornu u města Lebach v Sársku na východ do Neusäßu u Augsburgu v Bavorsku. Souběžně se Bundesstraße 10 vede z větší části i Bundesstraße 8.

## Kurz
První, velmi krátký úsek vede mezi sárskými obcemi Lebach a Eppelborn a slouží jako průjezdní silnice z Eppelbornu a přivaděč z Lebachu ke křižovatce Eppelborn na dálnici A1 za Eppelbornem. Do města Pirmasens se dostanete po dálnicích A1 a A8.
Tam začíná silnice B10 jako pokračování dálnice A8 u Pirmasens v Porýní-Falci a vede do Landau in der Pfalz. Mezi Landau a Wörth am Rhein ji nahrazuje dálnice A65.
Z Wörthu pak vede silnice B10 přes bádensko-württemberská města Karlsruhe, Pforzheim, Stuttgart, Esslingen am Neckar, Plochingen, Göppingen, Geislingen an der Steige a Ulm do Nersingenu, kde končí na dálnici A7. Na silnici B10 se napojuje na dálnici A7, která vede z Wörthu do Nersingenu.
Mezi Pforzheimem a Stuttgartem vede silnice přes Enzweihinger Steige u Vaihingenu an der Enz a přes viadukt Glemstal u Schwieberdingenu. Na tomto úseku má až do Münchingenu dva jízdní pruhy a u Enzweihinger Steige pouze čtyři jízdní pruhy, což vede ve všední dny k dlouhým dopravním zácpám. Úsek mezi Münchingenem a Stuttgartem-Zuffenhausenem a úsek ze Stuttgartu-Bergu do Gingenu an der Fils se podobá dálnici. Křižovatka s Poststrasse u vodárny Stuttgart-Berg je však stále světelnou křižovatkou.
V městské části Ulm a Neu-Ulm překračuje silnice B10 Dunaj na mostě Konrada Adenauera. Vzhledem k vysokému dopravnímu zatížení se zde plánuje výstavba nového mostu.